# 1896 a sportban
1896 legfontosabb sporteseményei a következők voltak:

## Események
- április 6.–16. – Az I. nyári olimpiai játékok megrendezése Athén-ban, 13 ország sportolóival.
- április 11. – Hajós Alfréd Athénban, az első újkori olimpiai játékokon aranyérmet szerez 100 méteres, és 1200 méteres gyorsúszásban.
- november 1. – Lezajlik Magyarországon az első hivatalosan megrendezett labdarúgó-mérkőzés, a Budapesti Torna Club két csapata között.

## Születések
| Születés      | Név                  | Nemzetiség, sportág, eredmények                                                                                        | Halálozás |
| ------------- | -------------------- | --- | --------- |
| ?             | Iuliu Fuhrmann       | román válogatott labdarúgó                                                                                             | ?         |
| ?             | François Gibens      | olimpiai ezüstérmes belga tornász                                                                                      | 1964      |
| ?             | Gansl Izidor         | magyar labdarúgó | 1938      |
| ?             | Nyúl Ferenc          | magyar válogatott labdarúgó, fedezet                                                                                   | ?         |
| január 2.     | Piet Ikelaar         | olimpiai bronzérmes holland kerékpáros                                                                                 | 1992      |
| január 4.     | Léon Quaglia         | Európa-bajnok francia jégkorongozó, gyorskorcsolyázó, olimpikon                                                        | 1961      |
| január 8.     | Léon Vandermeiren    | olimpiai bajnok belga válogatott labdarúgó                                                                             | 1955      |
| január 18.    | Ville Ritola         | olimpiai bajnok finn atléta                                                                                            | 1982      |
| január 31.    | Pinky Hargrave       | World Series bajnok amerikai baseballjátékos                                                                           | 1942      |
| február 2.    | Léopold De Groof     | olimpiai bajnok belga válogatott labdarúgó                                                                             | 1984      |
| február 7.    | Christian Thomas     | olimpiai bajnok dán tornász                                                                                            | 1970      |
| február 9.    | Arthur Rydstrøm      | olimpiai ezüstérmes norvég tornász                                                                                     | 1986      |
| február 10.   | Alf Aanning          | olimpiai ezüstérmes norvég tornász                                                                                     | 1948      |
| február 10.   | Gunnar Söderlindh    | olimpiai bajnok svéd tornász                                                                                           | 1969      |
| február 21.   | Dick McCabe          | amerikai baseballjátékos                                                                                               | 1950      |
| február 29.   | Ralph Miller         | World Series bajnok amerikai baseballjátékos                                                                           | 1939      |
| március 2.    | John Muldoon         | olimpiai bajnok amerikai rögbijátékos                                                                                  | 1944      |
| március 23.   | John Magwood         | / kanadai-brit válogatott jégkorongozó                                                                                 | ?         |
| március 24.   | Stefan Rosenbauer    | olimpiai és világbajnoki bronzérmes német tőr- és párbajtőrvívó                                                        | 1967      |
| április 10.   | Albert Geromini      | Európa-bajnok, világbajnoki ezüstérmes és olimpiai bronzérmes, Spengler-kupa-győztes svájci válogatott jégkorongozó    | 1961      |
| április 20.   | Asbjørn Bodahl       | olimpiai ezüstérmes norvég tornász                                                                                     | 1962      |
| április 30.   | Babe Slater          | olimpiai bajnok amerikai rögbijátékos                                                                                  | 1965      |
| május 1.      | Carl Abrahamsson     | olimpiai és világbajnoki ezüstérmes, Európa-bajnok, országos bajnok svéd válogatott jégkorongozó, bandyjátékos, atléta | 1948      |
| május 2.      | Norman Ross          | olimpiai bajnok amerikai úszó                                                                                          | 1953      |
| május 2.      | Vajda Árpád          | magyar sakkozó, nemzetközi sakkmester, sakkolimpiai bajnok, magyar bajnok                                              | 1967      |
| május 15.     | Charles Mehan        | olimpiai bajnok amerikai rögbijátékos                                                                                  | 1972      |
| június 5.     | Wade Lefler          | World Series bajnok amerikai baseballjátékos                                                                           | 1981      |
| június 11.    | Charlie Hollocher    | amerikai baseballjátékos                                                                                               | 1940      |
| június 17.    | Rudy Scholz          | olimpiai bajnok amerikai válogatott rögbijátékos, katona, jogász                                                       | 1981      |
| június 23.    | Robert Johnsen       | olimpiai bajnok dán tornász                                                                                            | 1975      |
| július 2.     | Frederik Hansen      | olimpiai ezüstérmes dán tornász                                                                                        | 1962      |
| július 3.     | Émile Bouchès        | olimpiai bronzérmes francia tornász                                                                                    | 1946      |
| július 3.     | Kurunczy Lajos       | magyar atléta, rövidtávfutó, edző, olimpikon                                                                           | 1983      |
| július 18.    | Georg Vest           | olimpiai ezüstérmes dán tornász                                                                                        | 1977      |
| július 19.    | Bob Meusel           | World Series bajnok amerikai baseballjátékos                                                                           | 1977      |
| augusztus 3.  | Gerry Geran          | olimpiai és világbajnoki ezüstérmes amerikai jégkorongozó                                                              | 1981      |
| augusztus 6.  | Leo Chappell         | amerikai amerikaifutball-játékos                                                                                       | 1954      |
| augusztus 10. | Konrad Johannesson   | olimpiai és világbajnok kanadai válogatott jégkorongozó                                                                | 1968      |
| augusztus 28. | Aaron Ward           | World Series bajnok amerikai baseballjátékos                                                                           | 1961      |
| október 5.    | Constantin Rădulescu | román nemzetközi labdarúgó-játékvezető, sportvezető                                                                    | 1981      |
| október 9.    | Jean Brunier         | francia országúti-kerékpáros                                                                                           | 1981      |
| október 17.   | Rodolfo Terlizzi     | olimpiai és világbajnok olasz tőrvívó                                                                                  | 1971      |
| október 19.   | Bob O’Farrell        | World Series bajnok amerikai baseballjátékos                                                                           | 1988      |
| október 25.   | Nils Backlund        | olimpiai bronzérmes svéd vízilabdázó                                                                                   | 1964      |
| november 3.   | Henrik Nielsen       | olimpiai ezüstérmes norvég tornász                                                                                     | 1973      |
| november 8.   | Bucky Harris         | World Series bajnok amerikai baseballjátékos és menedzser, National Baseball Hall of Fame and Museum tag               | 1977      |
| november 29.  | Lucjan Kulej         | Európa-bajnoki ezüstérmes lengyel válogatott jégkorongozó, olimpikon                                                   | 1971      |
| december 8.   | Ezio Roselli         | olimpiai bajnok olasz tornász                                                                                          | 1963      |
| december 20.  | Arvid Andersson      | olimpiai bajnok svéd tornász                                                                                           | 1992      |
| december 27.  | Maurice De Waele     | Tour de France-győztes belga kerékpáros                                                                                | 1952      |
| december 28.  | Philippe Étancelin   | francia autóversenyző, Formula–1-es pilóta                                                                             | 1981      |

## Halálozások
| Halálozás     | Név           | Nemzetiség, sportág, eredmények | Születés |
| ------------- | ------------- | ------------------------------- | -------- |
| január 22.    | George Heubel | amerikai baseballjátékos        | 1849     |
| augusztus 29. | Curt Welch    | amerikai baseballjátékos        | 1862     |
| december 30.  | Dave Birdsall | amerikai baseballjátékos        | 1838     |